# Лхоцампа
Лхоцампа (на непалски: ल्होत्साम्पा; тиб. ལྷོ་མཚམས་པ་, Вайли lho-mtshams-pa) са народ, населяващ Бутан и етнически принадлежащ към непалците.

## История
Първите малки групи непалци емигрират основно от източните части на Непал към края на 19 век и началото на 20 век. Началото на непалската емиграция в значителна степен съвпада с политическото развитие на Бутан – през 1885 г. първият крал на Бутан Уген Вангчук консолидира властта след период на граждански размирици и установява по тесни културни връзки с Британска Индия. През 1910 г. правителството на Бутан подписва договор с Британска Индия, предоставяйки им контрол над външната политика на Бутан. Емигранти от Непал и Индия започват да прииждат в Бутан от 1960-те години, много от тях издържащи се като строителни работници. Към края на 1980-те години, по оценки на правителството на Бутан, 28% от населението на Бутан е с непалски произход. По неофициални данни, болшинството от етническите непалци населяват южните части на Бутан. В края на 1980-те години общият брой непалци, пребиваващи законно, начислява около 15% от общото население на Бутан.
Правителството се опитва да ограничи емиграцията и да ограничи местата за живеене и работа на непалците в южния регион. Либералните мерки, взети през 1970-те и 1980-те години, поощряват смесените бракове и предоставят повече възможности за държавна служба. Правителството разрешава вътрешната миграция на непалците за получаване на по-добро образование и възможности за бизнес. Въпреки това, най-спорният въпрос в Бутан през 1980-те и началото на 1990-те години е въпросът за настаняването на непалското индуистко малцинство.
През 1988 г. правителството провежда преброяване на населението, отнасяйки много етнически непалци към нелегалните емигранти. Местните лидери на лхоцампа отвръщат с антиправителствени митинги, на които изискват гражданство и нападат правителствени учреждения.
През 1989 г. правителството на Бутан приема реформи, които пряко касаят лхоцампа. Въведен е Дриглам Намжа, който задължава населението да носи национално бутанско облекло. Всички граждани, в това число и лхоцампа, са задължени да съблюдават дрескода в работно време. Този указ предизвиква възмущение у лхоцампа, които са недоволни от това, че са задължени да носят облеклото на бутанското етническо население нгалоп. Също така, правителството въвежда дзонгкха като задължителен език за обучение в училищата. Това допълнително отчуждава лхоцампа.

## Култура
Лхоцампа по традиция се занимават основно със селско стопанство. Те са индуисти. Все пак, съществуват и други непалски етничеси като таманги и гурунги, които изповядват будизъм, както и кирати, които изповядват анимизъм. Тези групи живеят основно в източните части на Бутан. Повечето от тях, независимо дали са индуисти или тибетски будисти, се въздържат от говеждо месо, а много са дори вегетарианци. Главните им празници са Дашайн и Тихар, които наподобяват индийския Дивали.

## Прогонване
От 1980-те години повече от 100 000 лхоцампа са принудени да напуснат Бутан, след като са обвинени от правителството в незаконна емиграция. Между 1988 и 1993 г. хиляди други лхоцампа напускат страната поради етнически и политически репресии. 1990 г. е белязана от бурни етнически размирици и антиправителствени протести в южните части на Бутан, настояващи за по-голяма демокрация и уважение на правата на малцинствата. Същата година Народната партия на Бутан, чиито членове са основно лхоцампа, започват кампания на насилствена кампания срещу бутанското правителство. По време на размириците, хиляди напускат Бутан. Повечето са настанени в бежански лагери в Непал или отиват да работят в Индия.